# Dysphania cancellata
Dysphania cancellata är en fjärilsart som beskrevs av Max Joseph Bastelberger 1904. Dysphania cancellata ingår i släktet Dysphania och familjen mätare. Inga underarter finns listade i Catalogue of Life.